# Joe Waters
Joseph Waters, detto Joe (Limerick, 20 settembre 1953), è un allenatore di calcio ed ex calciatore irlandese, di ruolo difensore o centrocampista.

## Carriera

### Giocatore

#### Club
Cresciuto nel settore giovanile del Leicester City, nel 1973 ha firmato il suo primo contratto con le Foxes. A causa della difficoltà ad emergere in prima squadra, nel 1976 è stato ceduto in prestito al Grimsby Town, che al termine della stagione lo ha acquistato a titolo definitivo.
Con i Mariners ha disputato 356 incontri fino al 1984, quando si è trasferito negli Stati Uniti per giocare con i Tacoma Stars.
Dal 1984 al 1992, anno del suo ritiro, ha giocato nella Major Indoor Soccer League, passando da centrocampista a difensore e collezionando 358 presenze.

#### Nazionale
Ha esordito con la Nazionale irlandese il 26 settembre 1976 disputando l'amichevole contro la Turchia, incontro dove ha segnato all'80' la rete definitivo 3-3.

### Allenatore
Nelle ultime due stagioni con i Tacoma Stars ha ricoperto il ruolo di giocatore-allenatore. Dopo un periodo lontano dal calcio, nel 1998 è diventato tecnico della squadra della Pacific Lutheran University, mansione che ha ricoperto fino al 2001.
Dopo un altro periodo di pausa dal calcio, nel 2012 è tornato sulla panchina del Tacoma Stars.

## Statistiche

### Cronologia presenze e reti in nazionale

#### Nazionale maggiore
| Cronologia completa delle presenze e delle reti in nazionale ― Irlanda | Cronologia completa delle presenze e delle reti in nazionale ― Irlanda | Cronologia completa delle presenze e delle reti in nazionale ― Irlanda | Cronologia completa delle presenze e delle reti in nazionale ― Irlanda | Cronologia completa delle presenze e delle reti in nazionale ― Irlanda | Cronologia completa delle presenze e delle reti in nazionale ― Irlanda | Cronologia completa delle presenze e delle reti in nazionale ― Irlanda | Cronologia completa delle presenze e delle reti in nazionale ― Irlanda |
| Data                                                                   | Città                                                                  | In casa                                                                | Risultato                                                              | Ospiti                                                                 | Competizione                                                           | Reti                                                                   | Note                                                                   |
| ---------------------------------------------------------------------- | ---------------------------------------------------------------------- | ---------------------------------------------------------------------- | ---------------------------------------------------------------------- | ---------------------------------------------------------------------- | ---------------------------------------------------------------------- | ---------------------------------------------------------------------- | ---------------------------------------------------------------------- |
| 13-10-1976                                                             | Ankara                                                                 | Turchia                                                                | 3 – 3                                                                  | Irlanda                                                                | Amichevole                                                             | 1                                                                      | 80’                                                                    |
| 21-11-1979                                                             | Belfast                                                                | Irlanda del Nord                                                       | 1 – 0                                                                  | Irlanda                                                                | Qual. Euro 1980                                                        | -                                                                      | ?’                                                                     |
| Totale                                                                 |                                                                        | Presenze                                                               | 2                                                                      |                                                                        | Reti                                                                   | 1                                                                      |                                                                        |